# Канунова, Фаина Зиновьевна
Фаи́на Зино́вьевна Канунова (урождённая Мовшиц; 14 октября 1922, Брянск — 4 января 2009, Томск) — советский и российский литературовед, профессор кафедры русской и зарубежной литературы Томского государственного университета, доктор филологических наук (1969), член-корреспондент РАЕН (1992), лауреат Государственной премии РСФСР.

## Биография
Родилась 14 октября 1922 года в семье Зиновия Борисовича Мовшица (1880—1974), лесника, затем заведующего лесопильным складом и начальника участков Брянского леспромхоза.
В 1939 году, окончив Почепскую среднюю школу в Брянской области, где обучалась у учителя Е. Т. Дмитровской, поступила в Ленинградский университет на филологический факультет и окончила его в 1944 году. Училась вместе с Ю. М. Лотманом. Член КПСС с 1952 года.
Этапы научно-педагогической деятельности:
- В 1945—1948 — аспирант кафедры русской литературы ЛГУ, работала под руководством Б. М. Эйхенбаума. После окончания аспирантуры и защиты диссертации «Журнал „Московский вестник“ и его литературно-общественная позиция» (16 декабря 1948, учёная степень утверждена 21 февраля 1949) была направлена в Томский государственный университет.
- С 7 февраля 1949 — старший преподаватель;
- с 11 ноября 1952 года — доцент кафедры русской литературы, с 1 ноября 1955 по 1 февраля 1956 года — и. о. декана, с 10 декабря 1957 года — доцент кафедры русской и зарубежной литературы;
- с 18 декабря 1959 по 1 сентября 1991 года — заведующая кафедрой русской и зарубежной литературы; в ноябре 1969 года защитила докторскую диссертацию в 2 томах «Из истории русской повести конца XVIII — первой трети XIX вв.: Н. М. Карамзин, А. А. Бестужев-Марлинский, Н. В. Гоголь» (официальные оппоненты Б. П. Городецкий, В. А. Мануйлов и У. Р. Фохт; утверждена ВАК СССР 10 сентября 1971);
- с 1 сентября 1991 года — профессор кафедры.

Была замужем за Николаем Федоровичем Кануновым (1912—1999), кандидатом физико-математических наук, доцентом Томского университета.

## Научная проблематика
Читала курсы истории русской литературы XVIII века, истории русской литературы первой трети XIX в., истории русской литературы второй трети XIX в., истории русской литературы последней трети XIX в., истории русской критики и журналистики XVIII—XIX вв., а также спецкурсы: «Творчество А. С. Пушкина», «Творчество Н. В. Гоголя», «Особенности русского реализма 1980—1990-х гг. XIX в.», «Проблемы русской прозы первой трети XIX в», «Творчество Л. Н. Толстого», «Теория и история русской повести от Карамзина до Гоголя», «Повесть последней трети XIX в. (Гаршин, Короленко, Чехов)». В ноябре 1969 года защитила в ЛГУ диссертацию на соискание ученой степени доктора филологических наук. Работы Кануновой были признаны этапными в изучении русского сентиментализма, романтизма, и реализма.
В 1974 году в Томском государственном университете образовалась группа исследователей библиотеки В. А. Жуковского (подаренной университету в 1879 году известным томским меценатом А. М. Сибиряковым), в которую вошли сотрудники кафедры А. С. Янушкевич, Н. Б. Реморова, О. Б. Лебедева, Э. М. Жилякова, Н. Е. Разумова и старший библиотекарь отдела редких книг научной библиотеки В. В. Лобанов. Творческий коллектив во главе с Кануновой выполнил значительный объём работы по систематизации обнаруженного в личной библиотеке и архиве поэта огромного материала, его расшифровке и научному исследованию. Вышло три тома коллективной монографии «Библиотека В. А. Жуковского в Томске». В 1991 году авторский коллектив был удостоен Государственной премии РСФСР в области науки и техники. В 1992 году профессора Канунова и Янушкевич возглавили научный коллектив филологического факультета по созданию полного собрания сочинений В. А. Жуковского в 20 томах.

## Достижения и награды
До конца жизни являлась профессором филологического факультета, стала членом-корреспондентом РАЕН, членом головного совета университетов России по филологии и председателем секции литературоведения. Имела звание «Заслуженный деятель науки Российской Федерации», «Почётный работник высшего профессионального образования Российской Федерации».
Награды: знак МВ И ССО СССР «За отличные успехи в работе», медали «За трудовую доблесть», «За оборону Ленинграда», «За доблестный труд. В ознаменование 100-летия со дня рождения В. И. Ленина».
Указом Президента России от 31 июля 2003 награждена за достигнутые трудовые успехи и многолетнюю плодотворную работу Орденом Почёта. Подготовила восемь докторов филологических наук и несколько кандидатов.

## Память
Похоронена в Томске на Бактинском кладбище.

## Публикации
- Журнал «Московский вестник» и его литературно-общественная позиция (1827—1830): Дис. … канд. филол. наук. Л., 1948. 308 с. (Ленингр. ун-т).
- Мировое значение творчества А. С. Пушкина: Стеногр. публ. лекции, прочит. в Доме ученых в г. Томске. Томск: Б.и., 1949. 17 с.
- А. С. Пушкин и «Московский вестник» // Ученые записки /Томский университет. 1951. № 16. С. 91-114.
- Поэма Н. В. Гоголя «Мертвые души»: Стеногр. публ. лекции / Всесоюз. о-во по распростр. полит. и науч. знаний. Томск: Б.и., 1952. 32 с.
- Несколько замечаний по поводу статьи Л. Мышковской «Работа Н. В. Гоголя над образом и словом» // Ученые записки /Томский университет. 1953. № 20. С. 87-89.
- Некоторые проблемы периодизации русской литературы XIX в. в свете ленинского учения о трех этапах революционного движения в России: (Доклад, прочитанный на секции литературоведения ТГУ в марте 1951 г.) // Ученые записки /Томский университет. 1953. № 20. С. 5-18.
- А. П. Чехов // Русские писатели в Томске: Очерки. Томск, 1954. С.5-63.
- Особенности реалистического метода Н. В. Гоголя. (Повести) // Доклады VII научной конференции [Томского университета], посвященной 40-летию Великой Октябрьской социалистической революции. Томск, 1957. Вып. 1. С. 103—105.
- Проблема «маленького человека» в русской повести 20-х годов XIX в. и «Арабески» Н. В. Гоголя // Труды /Томский университет. 1957. Т. 139. С. 225—251.
- Ред.: Гуляев Н. А. Некоторые вопросы теории искусства в сочинениях В. Г. Белинского. Томск: Изд-во Том. ун-та, 1957. 168 с.
- Об особенностях реалистической эстетики Н. В. Гоголя // Труды /Томский университет. 1960. Т. 153. С. 3-14.
- Отв. ред. Вопросы русской литературы и языка. Томск: Изд-во Том. ун-та, 1960. 113 с.
- Некоторые особенности реализма Н. В. Гоголя: (О соотношении реалистического и романтического начал в эстетике и творчестве писателя). Томск: Изд-во Том. ун-та, 1962.135 с.
- О соотношении реального и «идеального» в стиле «Мертвых душ» Н. В. Гоголя // Ученые записки /Томский университет. 1962. № 42. С. 3-20.
- Историко-литературное значение повести Н. М. Карамзина. Статья 1 // Ученые записки /Томский университет. 1963. № 45. С. 3-17.
- Несколько замечаний по поводу статьи Л. Мышковской «Работа Н. В. Гоголя над образом и словом» // Ученые записки /Томский университет. 1963. № 20: Вопросы литературоведения. С. 87-89.
- Ред.: Вопросы метода и стиля: Сб. статей. Томск: Изд-во Том. ун-та, 1963. 201 с. (Учен. зап. / Том. ун-т; № 45)
- Историко-литературное значение повести Н. М. Карамзина: Статья 2. (Период «Московского журнала») // Ученые записки /Томский университет. 1964. № 48. С. 151—173.
- «Наталья, боярская дочь» как первый опыт исторической повести Н. М. Карамзина // Ученые записки /Томский университет. 1964. № 48. С. 174—194.
- К эволюции сентиментализма Н. М. Карамзина («Марфа Посадница») // Ученые записки /Томский университет. 1965. № 50. С. 3-13.
- Ред.: Вопросы литературы и языка: Сб. аспирантских статей Архивная копия от 26 июня 2020 на Wayback Machine. Томск, 1965. 127 с. (Ученые записки / Том. ун-т; № 54)
- Последние повести Н. М. Карамзина (период «Вестника Европы») // Ученые записки /Томский университет. 1966. № 62. С. 217—231.
- Эволюция сентиментализма Карамзина («Моя исповедь») // XVIII век. Сб.7: Роль и значение литературы XVIII века в истории русской культуры: К 70-летию со дня рождения члена-корреспондента АН СССР П. Н. Беркова. М.; Л., 1966. С. 286—290.
- Ред.: Вопросы метода и стиля: Сб. статей. Томск: изд-во Том. ун-та, 1966. 295 с. (Учен. зап. / Том. ун-т; № 62).
- Из истории русской повести: Историко-литературное значение повестей Н. М. Карамзина. Томск: Изд-во Том. ун-та, 1967. 187, [1] с.
- Русская романтическая повесть 20-30-х годов XIX в. (Бестужев-Марлинский) // Ученые записки /Томский университет. 1967. № 67. С. 94-108.
- Из истории русской повести конца XVIII — первой трети XIX в. (Карамзин. Марлинский. Гоголь): Автореф. дис. … д-ра филол. Томск: Изд-во Том. ун-та, 1969. 42 с.
- Из истории русской повести конца XVIII — первой трети XIX вв. (Карамзин, Бестужев-Марлинский, Гоголь): Дис. …. д-ра филол. наук. 1968. 2 т.
- Повесть А. Бестужева-Марлинского «Аммалат-Бек». (К проблеме эволюции романтизма писателя) // Ученые записки /Томский университет. 1969. № 77. С. 17-46.
- Белинский о жанре повести // Проблемы литературных жанров: Материалы научной межвузовской конференции, посвященной 50-летию образования СССР (23-26 мая 1972 г.). Томск, 1972. С. 63-65.
- Проблема личности и жанр: (Русская сентиментальная и романтическая повесть) // Проблемы литературных жанров: Материалы научной межвузовской конференции, посвященной 50-летию образования СССР (23-26 мая 1972 г.). Томск, 1972. С. 3-5.
- Редкол.: Проблемы литературных жанров: Материалы научной межвузовской конференции, посвященной 50-летию образования СССР (23-26 мая 1972 г.). Томск: изд-во Том. ун-та, 1972.
- А. А. Бестужев и русская романтическая повесть30-х годов // Труды /Томский университет. 1973. Т. 225, вып. 1. С. 3-18.
- Концепция личности в эстетике и творчестве Бестужева 30-х годов // Ученые записки /Томский университет. 1973. № 83. С. 3-25.
- Эстетика русской романтической повести: (А. А. Бестужев-Марлинский и романтики-беллетристы 20-30-х годов XIX в.). Томск: Изд-во Том. ун-та, 1973. 305,[3] с.
- Ред.: Киселев Н. Н. Проблемы советской комедии. Томск: Изд-во Том. ун-та, 1973. 202 с.
- Жанровое своеобразие повестей Бестужева 30-х годов: (Светские и морские повести) // Труды /Томский университет. 1974. Т. 252, вып. 2. С. 13-29.
- Жанровое своеобразие ранних повестей А. Бестужева // Ученые записки /Томский университет. 1975. № 94. С. 81-99.
- В. А. Жуковский — читатель и критик А. С. Шишкова (по материалам библиотеки В. А. Жуковского) // Рус. лит. 1975. № 4. С. 84-93. Совместно с Янушкевичем А. С.
- Интерес Н. М. Карамзина к творчеству Геллерта и Геснера. Карамзин и Стерн // XVIII век. Л., 1975. Сб. 10: Русская литература XVIII века и международные связи. С. 258—263.
- Проблемы изучения библиотеки В. А. Жуковского в Томском университете и некоторые вопросы жанрового развития его поэзии // Проблемы литературных жанров: Материалы 2-й научной межвузовской конференции (30 сентября — 4 октября 1975 г.). Томск, 1975. С. 30-35.
- Совместно с Янушкевичем А. С. Формирование эстетики малого повествовательного жанра в критике 10-30-х годов XIX века // Проблемы литературных жанров: Материалы 2-й науч. межвуз. конф. (30 сентября — 4 октября 1975 г.). Томск, 1975. С. 53-56.
- Редкол.: Проблемы литературных жанров: Материалы 2-й науч. межвуз. конф. 30 сент.- 4 окт. 1975 г. Томск: Изд-во Том. ун-та, 1975.
- Повесть как литературный жанр. (К формированию теории жанра в русской литературе первой трети XIX века) // Проблемы метода и жанра. Томск, 1976. Вып. 3. С. 3-17.
- Отв. ред.: Проблемы метода и жанра: Сборник статей. Томск: Изд-во Том. ун-та, 1976. Вып. 3. 123 с.
- Ред.: Художественное творчество и литературный процесс: Сб. статей. Томск: Изд-во Том. ун-та, 1976. Вып. 1.
- Совместно с Киселевым Н. Н. Об эволюции стернианства Н. М. Карамзина // Проблемы метода и жанра. Томск, 1977. Вып. 4. С. 3-12.
- В. А. Жуковский — читатель и критик А. С. Шишкова // Библиотека В. А. Жуковского в Томске. Томск, 1978. Ч.1. С. 105—123. Совместно с Янушкевичем А. С.
- Некоторые проблемы изучения библиотеки В. А. Жуковского // Библиотека В. А. Жуковского в Томске. Томск, 1978. Ч.1. С. 14-24.
- О философских взглядах Жуковского // Библиотека В. А. Жуковского в Томске. Томск, 1978. Ч.1. С. 331—399.
- Русская история в чтении и исследованиях В. А. Жуковского // Библиотека В. А. Жуковского в Томске. Томск, 1978. Ч.1. С. 400—465.
- «Трактат об ощущениях» Э.-Б. Кондильяка в восприятии Жуковского // Библиотека В. А. Жуковского в Томске. Томск, 1978. Ч. 1. С. 346—372.
- Чтение Жуковским «Начального курса философии» проф. В.-Д. Снелля // Библиотека В. А. Жуковского в Томске. Томск, 1978. Ч. 1. С. 372—399.
- Отв. ред.: Библиотека В. А. Жуковского в Томске: [Часть библиотеки Томского университета]. Томск: Изд-во Том. ун-та, 1978. Ч. 1. 529 с.
- Отв. ред.: Проблемы метода и жанра: Сборник статей. Томск: Изд-во Том. ун-та, 1977. Вып. 5. 135 с.
- Гносеологические основы романтизма В. А. Жуковского (по материалам библиотеки поэта) // Проблемы литературных жанров: Материалы третьей научной межвузовской конференции, 6 февраля — 9 февраля 1979 г. Томск, 1979. С. 13-14.
- О личности Жуковского — читателя (по материалам библиотеки поэта) // Проблемы литературных жанров: Материалы третьей научной межвузовской конференции, 6 февраля — 9 февраля 1979 г. Томск, 1979. С. 99-111.
- Отв. ред.: Проблемы метода и жанра: Сборник статей Архивная копия от 13 января 2018 на Wayback Machine. Томск: Изд-во Том. ун-та, 1979. Вып. 6. 176 с. Совместно с Н. Н. Киселевым.
- Ред.: Библиотека В. А. Жуковского (Описание) Архивная копия от 24 июня 2017 на Wayback Machine / Сост. В. В. Лобанов. Томск: Изд-во Том. ун-та, 1981. 416 с.
- О гносеологических основах творческого метода В. А. Жуковского (на материале библиотеки поэта) // Проблемы метода и жанра Архивная копия от 13 октября 2017 на Wayback Machine. Томск, 1982. Вып 7. С. 3-11.
- Письмо Руссо к д’Аламберу в восприятии В. А. Жуковского // Русская литература. 1982. С. 158—168.
- Совместно с Лебедевой О. Б. Развитие научных исследований в период 1956—1979 годов на кафедре русской и зарубежной литературы ТГУ // Проблемы метода и жанра. Томск, 1982. Вып 10. С. 3-13.
- Редкол.: Очерки русской литературы Сибири: В 2 т. Новосибирск: Наука. Сиб. отд-ние, 1982. Т. 1: Дореволюционный период. 606 с.
- Отв. ред.: Проблемы метода и жанра: Сборник статей. Томск: Изд-во Том. ун-та, 1982. Вып. 7. 188 с.
- Отв. ред.: Проблемы метода и жанра: Сборник статей Архивная копия от 13 октября 2017 на Wayback Machine. Томск: Изд-во Том. ун-та, 1982. Вып. 8. 183 с.
- Отв. ред.: Проблемы метода и жанра: Сборник статей. Томск: Изд-во Том. ун-та, 1983. Вып. 9. 296 с.
- Библиотека поэта: В. А. Жуковский. 200 лет // Красное знамя. Томск, 1983. 25 янв.
- Жуковский и Руссо (общественно-исторический и антропологический аспект) // Проблемы литературных жанров: Материалы четвёртой научной межвузовской конференции, 28 сентября — 1 октября 1982 г. Томск, 1983. С. 154—156.
- К характеристике эстетических взглядов Жуковского (Жуковский и Руссо) // Проблемы литературных жанров: Материалы четвёртой научной межвузовской конференции, 28 сентября — 1 октября 1982 г. Томск, 1983. С. 156—158.
- Развитие научных исследований в период 1956—1979 годов на кафедре русской и зарубежной литературы ТГУ // Проблемы метода и жанра Архивная копия от 26 июня 2020 на Wayback Machine. Томск, 1983. Вып. 10. С. 3-13.
- Отв. ред.: Проблемы метода и жанра: Сборник статей. Томск: Изд-во Том. ун-та, 1983. Вып. 10. 173 с.
- Ред.: Проблемы литературных жанров: Материалы четвёртой научной межвузовской конференции, 28 сентября — 10 октября 1982 г. Томск: Изд-во Том. ун-та, 1983. 277 с.
- Сост. и отв. ред. : Библиотека В. А. Жуковского в Томске Архивная копия от 4 марта 2018 на Wayback Machine. Томск: Изд-во Том. ун-та, 1984. Ч. 2. 556, [2] с.
- Совместно с Реморовой Н. Б. Некоторые проблемы идейного и творческого развития В. А. Жуковского (на основе новых материалов библиотеки поэта) // Библиотека В. А. Жуковского в Томске. Томск, 1984. Ч. 2. С. 3-13.
- «Новая Элоиза» // Библиотека В. А. Жуковского в Томске. Томск, 1984. Ч. 2. С. 280—311.
- «Письмо к д’Аламберу…» // Библиотека В. А. Жуковского в Томске. Томск, 1984. Ч. 2. С. 312—336.
- Совместно с Лебедевой О. Б. «Рассуждение о происхождении и основаниях неравенства между людьми» // Библиотека В. А. Жуковского в Томске. Томск, 1984. Ч. 2. С. 250—280.
- Творчество Ж.-Ж. Руссо в восприятии Жуковского // Библиотека В. А. Жуковского в Томске. Томск, 1984. Ч. 2. С. 229—236.
- Трактат Руссо «Способствовало ли возрождение наук и искусств очищению нравов» // Библиотека В. А. Жуковского в Томске. Томск, 1984. Ч. 2. С. 236—250.
- Введение // Задания к практическим занятиям и обязательным консультациям студентов по истории русской литературы. Томск, 1985. С. 3-5.
- Жуковский и Руссо. (По материалам библиотеки поэта) // Проблемы метода и жанра. Томск, 1985. Вып. 11. С. 3-15.
- История русской литературы XIX века (последняя треть): Практические занятия. Обязательные консультации. // Задания к практическим занятиям и обязательным консультациям студентов по истории русской литературы. Томск, 1985. С. 44-53.
- Своеобразие романтической эстетики и критики В. А. Жуковского: Вступ. статья // Жуковский В. А. Эстетика и критика. М., 1985. С. 7-47.
- Совместно с Янушкевичем А. С. Подгот., сост., примеч.: Жуковский В. А. Эстетика и критика. М.: Искусство, 1985. 431 с.
- Совместно с Янушкевичем А. С., Лебедевой О. Б. Отв. ред.: Проблемы метода и жанра: Сборник статей. Томск: Изд-во Том. ун-та, 1985. Вып. 11. 271 с.
- Ред.: Янушкевич А. С. Этапы и проблемы творческой эволюции В. А. Жуковского. Томск, 1985. 285 с.
- В. А. Жуковский и проблема «вечного мира» // Проблемы метода и жанра Архивная копия от 16 апреля 2021 на Wayback Machine. Томск, 1986. Вып. 13. С. 3-10.
- О философско-эстетических воззрениях В. А. Жуковского (по материалам библиотеки поэта) // Проблемы метода и жанра. Томск, 1986. Вып. 12. С. 3-20.
- Отв. ред.: Проблемы метода и жанра: Сборник статей. Томск: Изд-во Том. ун-та, 1986. Вып. 12. 239 с.
- Отв. ред.: Проблемы метода и жанра: Сборник статей. Томск: Изд-во Том. ун-та, 1986. Вып. 13. 242 с.
- Ред.: Художественное творчество и литературный процесс: Сб. статей. Томск: Изд-во Том. ун-та, 1986. 141 с. Совместно с Киселевым Н. Н.
- Концепция личности и некоторые вопросы жанрово-родового развития творчества В. А. Жуковского // Проблемы литературных жанров: Материалы 5-й науч. межвуз. конф. Томск, 1987. С. 20-21.
- О философско-исторических воззрениях Жуковского (по материалам библиотеки поэта) // Жуковский и русская культура. Л., 1987. С. 32-45.
- Ред.: Проблемы литературных жанров: Материалы пятой науч. межвуз. конф., 15-18 окт. 1985 г. Томск: Изд-во Том. ун-та, 1987. 181 с.
- Редкол.: Жуковский и русская культура: Сб. науч. трудов. Л.: Наука, 1987. 503 с.
- М. П. Алексеев и некоторые проблемы изучения библиотеки В. А. Жуковского // Четвёртые Алексеевские чтения: Материалы науч. межвуз. конф., посвящ. памяти акад. М. П. Алексеева и 70-летию Иркутского госуниверситета, 3-5 окт. 1988 г. Иркутск, 1988. С.1-3.
- Введение // Библиотека В. А. Жуковского в Томске. Томск, 1988. Ч. 3. С. 3-13.
- Восприятие Жуковским Ж. Ж. Руссо // Жуковский и литература конца XVIII—XIX века. М., 1988. С. 289—305.
- Дмитриев Александр Иванович // Словарь русских писателей XVIII века. Л., 1988. Вып. 1. С. 268—269.
- Жуковский — читатель педагогического романа-трактата Руссо «Эмиль, или о воспитании» // Библиотека В. А. Жуковского в Томске. Томск, 1988. Ч. 3. С. 74-137.
- Исследование «О человеческом познании» Д. Юма в восприятии Жуковского // Библиотека В. А. Жуковского в Томске. Томск, 1988. Ч. 3. С. 17-53.
- Н. М. Карамзин: Начало писательской деятельности: Бытовая повесть о маленьком человеке // Русская литература XVIII в.: Исслед. сов. ученых: Хрестоматия / Сост. Л. М. Кроткая. Минск, 1988. С. 277—282.
- Концепция личности у Жуковского и некоторые вопросы жанрового развития творчества поэта в 1830-е гг. // Проблемы метода и жанра Архивная копия от 13 октября 2017 на Wayback Machine. Томск, 1988. Вып. 14. С. 3-15.
- «Мертвые души» Н. В. Гоголя // Примеры целостного анализа художественного произведения: Учебное пособие. Томск, 1988. С. 80-112.
- «Проект о вечном мире» аббата де Сен-Пьера и «Суждения» Руссо о нём в осмыслении В. А. Жуковского // Библиотека В. А. Жуковского в Томске. Томск, 1988. Ч. 3. С. 59-73.
- «Рассуждение о трагедии» Д. Юма в восприятии Жуковского // Библиотека В. А. Жуковского в Томске. Томск, 1988. Ч. 3. С. 53-58.
- Сибирский период литературно-критической деятельности А. А. Бестужева-Марлинского // Литературная критика в Сибири. Новосибирск, 1988. С. 56-73.
- Сост. и отв. ред.: Библиотека В. А. Жуковского в Томске: Часть библиотеки Томского университета Архивная копия от 26 сентября 2020 на Wayback Machine: В 3 ч. Томск: Изд-во Том. ун-та, 1988. Ч. 3. 576 с. Совместно с Реморовой Н. Б.
- Отв. ред.: Проблемы метода и жанра: Сборник статей. Томск: Изд-во Том. ун-та, 1988. Вып. 14. 264, [4] с.
- Карамзин и Жуковский: (Некоторые вопросы изучения русской истории по материалам библиотеки Жуковского) // XVIII век. Л., 1989. Сб. 16: Итоги и проблемы изучения русской литературы XVIII века. С. 130—138.
- Литературно-эстетические эссе Юма в восприятии В. А. Жуковского // Проблемы метода и жанра Архивная копия от 13 октября 2017 на Wayback Machine. Томск, 1989. Вып. 15. С. 28-33.
- Отв. ред.: Проблемы метода и жанра: Сборник статей. Томск: Изд-во Том. ун-та, 1989. Вып. 15. 236 с.
- Ред.: Жилякова Э. М. Традиции сентиментализма в творчестве раннего Достоевского Архивная копия от 27 октября 2017 на Wayback Machine. Томск: Изд-во Том. ун-та, 1989. 272 с.
- Ред.: Реморова Н. Б. Жуковский и немецкие просветители Архивная копия от 27 октября 2017 на Wayback Machine. Томск: Изд-во Том. ун-та, 1989. 285 с.
- Вопросы мировоззрения и эстетики В. А. Жуковского: По материалам библиотеки поэта Архивная копия от 3 января 2018 на Wayback Machine. Томск: Изд-во Том. ун-та, 1990. 184 с.
- Ещё раз о соотношении романтизма и реализма. (К проблеме свободы и необходимости в русской литературе XIX в.) // Проблемы литературных жанров: Материалы VI научной межвузовской конференции. Томск, 1990. С. 9-11.
- В. А. Жуковский и Н. В. Гоголь (к проблеме свободы и необходимости) // Методология и методика историко-литературного исследования: Тезисы докладов. Рига, 1990. С. 63-66.
- «История русского народа» Н. А. Полевого в библиотеке В. А. Жуковского // Проблемы метода и жанра. Томск, 1990. Вып. 16. С. 23-32.
- Некоторые итоги изучения библиотеки В. А. Жуковского // Известия СО АН СССР. Серия: История, филология и философия. 1990. Вып 3. С. 45-51.
- О значении эстетики и критики писателей-декабристов в развитии литературного сознания Сибири (А. Бестужев, В.Кюхельбекер) // Критика и критики в литературном процессе Сибири XIX—XX в. Новосибирск, 1990. С. 21-34.
- Отв. ред.: Проблемы метода и жанра: Сборник статей Архивная копия от 26 июня 2020 на Wayback Machine. Томск: Изд-во Том. ун-та, 1990. Вып. 16. 298,[2] с.
- Г. С. Батеньков и проблемы сибирской культуры // Вторые Макушинские чтения. Томск, 1991. С. 6-8.
- Ещё раз о соотношении романтизма и реализма: К проблеме свободы и необходимости в русской классической литературе // Проблемы метода и жанра Архивная копия от 26 июня 2020 на Wayback Machine. Томск, 1991. Вып. 17. С. 3-16.
- История русской литературы XIX в. (последняя треть): Практические занятия: Обязательные консультации // Задания к практическим занятиям, планы обязательных консультаций. Томск, 1991. Ч. 2. С. 16-28.
- Отв. ред.: Проблемы метода и жанра: Сборник статей. Томск Изд-во Том. ун-та, 1991. Вып. 17. 253 с.
- Нравственно-философские искания русского романтизма 1830—1840-х годов и религия. К постановке проблемы // Проблемы литературных жанров: Материалы 7-й науч. межвуз. конф. Томск, 1992. С. 38-40.
- О философских вопросах мировоззрения Карамзина и Жуковского // Николай Михайлович Карамзин: Юбилей 1991 года.: Сб. науч. трудов. М., 1992. С. 55-72. Совместно с Кафановой О. Б.
- Ред.: Лебедева О. Б. Драматургические опыты В. А. Жуковского Томск: Изд-во Том. ун-та, 1992. 203 с.
- Ред.: Проблемы литературных жанров: Материалы VII науч. межвуз. конф., 4-7 мая 1992 г. Томск: Изд-во Том. ун-та, 1992. 182 с.
- Карамзин и Жуковский: Восприятие «Созерцания природы» Ш.Бонне // XVIII век. 1993. Сб. 18. С. 187—202. Совместно с Кафановой О. Б.
- Ред.: Библиотека Г. С. Батенькова. Опыт реконструкции Архивная копия от 26 октября 2020 на Wayback Machine / Сост. В. В. Лобанов. Томск: Изд-во Том. ун-та, 1993. 128 с.
- Батеньков и религия // Культура Отечества: прошлое, настоящее, будущее. Томск, 1994. Вып. 2. С. 62-64.
- К проблеме «русский» романтизм и религия // Культура Отечества: прошлое, настоящее, будущее. Томск, 1994. Вып. 2. С. 64-67.
- Соотношение художественного и религиозного сознания в эстетике В. А. Жуковского (1830—1840) // Евангельский текст в русской литературе XVIII—XX веков: Цитата, реминисценция, мотив, сюжет, жанр. Петрозаводск, 1994. С. 159—169.
- Отв. ред.: Проблемы метода и жанра: Сборник статей Архивная копия от 13 октября 2017 на Wayback Machine. Томск: Изд-во Том. ун-та, 1994. Вып. 18. 308 с.
- Соотношение художественного и религиозного сознания в эстетике русского романтизма (1830—1840-е гг.) // Культура Отечества: прошлое, настоящее, будущее. Томск, 1995. Вып. 4. С. 105—108.
- Подгот., сост., коммент.: Бестужев-Марлинский А. А. Кавказские повести. СПб.: Наука, 1995. 703 с. Сер. Литературные памятники / РАН.
- Ред.: Уразаева Т. Т. [Lermontov: story of the human soul]. Лермонтов: история души человеческой / Том. гос. пед. ун-т. Томск: Изд-во Том. гос. ун-та, 1995. 233,[2] с. Загл. на доп. тит. л.: Lermontov: story of the human soul.
- Г. С. Батеньков. Рассуждение по поводу смерти Жуковского (1852) // Ежеквартальник русской филологии и культуры. СПб., 1996. Т. 2, № 3. С. 107—110.
- Г. С. Батеньков и В. А. Жуковский // Ежеквартальник русской филологии и культуры = Russ. studies — Etudes russ. St.Peterburg, 1996. Т. 2, № 3. С. 94-106.
- Мотив «завесы» в поэзии Жуковского. Эстетика «невыразимого» и религия // Гуманитарные науки в Сибири. 1996. № 4. С. 12-19.
- Планы практических занятий, консультаций, список литературы по курсу // Рабочие программы по филологическим дисциплинам для студентов III курса. Томск, 1996. С. 33-53.
- Программа курса «История русской литературы третьей трети XIX века» // Рабочие программы по филологическим дисциплинам для студентов III курса. Томск, 1996. С. 24-33.
- Религиозная основа соотношения романтизма и реализма (В. А. Жуковский и Н. В. Гоголь) // Проблемы литературных жанров: Материалы 8-й научной межвузовской конференции, 17-19 октября 1995 г. Томск, 1996. Ч.1. С. 35-37.
- Томск в литературной судьбе Г. С. Батенькова // Русские писатели в Томске. Томск, 1996. С. 39-58.
- Ред.: Лебедева О. Б. Русская высокая комедия XVIII века. Генезис и поэтика жанра. Томск: Изд-во Том. ун-та, 1996. 358 с.
- Вопросы историко-культурной концепции Сибири у Г. С. Батенькова (Батеньков как человек фронтира) // Американский и сибирский фронтир (фактор границы в американской и сибирской истории): Материалы международной научной конференции 4-6 октября 1996 г. Томск, 1997. Вып. 2. С. 198—206.
- Нравственно-философские искания русского романтизма (30-40 гг.) и религия (к постановке проблемы) // Проблемы метода и жанра: Сборник статей. Томск, 1997. Вып. 19. С. 3-19;
- То же // Русская литература и религия. Новосибирск, 1997. С. 63-84.
- Отв. ред.: Проблемы метода и жанра: Сборник статей. Томск: Изд-во Том. ун-та, 1997. Вып. 19. 295 с.
- Библейские мотивы в «Агасфере» В. А. Жуковского // Сюжет и мотив в контексте традиции: Сборник научных трудов. Новосибирск, 1998. Вып. 2. С. 122—132.
- Совместно с Слепцовой Е. В. Евангелие в нравственно-философском, эстетическом и поэтическом развитии В. А. Жуковского // Проблемы литературных жанров: Материалы IX Международной научной конференции, посвященной 120-летию со дня основания Томского государственного университета, 8-10 декабря 1998 г. Томск, 1998. Ч.1. С. 96-101.
- В. А. Жуковский в современном мире: итоги и перспективы изучения наследия поэта в Томском государственном университете // Вестник Том. гос. ун-та, 1998. Гуманит. спец. вып. С. 47-53.
- Совместно с Янушкевичем А. С. В. А. Жуковский на рубеже XXI века // Литературоведение на пороге XXI века. М., 1998. С. 418—424.
- Совместно с Янушкевичем А. С. Мотив Христа в творчестве В. А. Жуковского (к поэтике перевода) // Культура текста: прошлое, настоящее, будущее. Томск, 1998. Вып. 5. С. 105—115.
- О моих учителях // Вестник Том. гос. ун-та. 1998. Гуманит. спец. вып. С. 124—132.
- Оппозиция христианства и наполеонизма в русской литературе 1830—1850-х годов и некоторые методологические проблемы её изучения (В. А. Жуковский, Г. С. Батеньков, Н. В. Гоголь) // Проблемы исторической поэтики. 1998. Вып. 5. С. 178—190;
- То же // Евангельский текст в русской литературе XVIII—XX веков. Петрозаводск, 1998. Вып. 2. С. 178—190.
- Евангелие в нравственно-философском, эстетическом и поэтическом развитии В. А. Жуковского // Проблемы литературных жанров: Материалы 9-й международ. науч. конф. Томск, 1999. Ч. 1. С.96-102.
- Н. М. Карамзин в историко-литературной концепции В. А. Жуковского (1826—1827 гг.) // XVIII век. СПб., 1999. Сб. 21. С. 337—346.
- Карамзин и Жуковский: (О восприятии первого трактата Руссо) // Карамзинский сборник: Национальные традиции и европеизм в русской культуре. Ульяновск, 1999. С. 16-25.
- Наполеоновский сюжет в творчестве В. А. Жуковского // Литературное произведение: сюжет и мотив. Новосибирск, 1999. С. 61-77.
- Поэтика параллелизма как мировоззренческая доминанта творчества Н. В. Гоголя 1831—1835. (К проблеме «Гоголь и Плутарх») // Традиция и литературный процесс. Новосибирск, 1999. С. 223—231.
- Совместно с Янушкевич М. А. Работа Жуковского над Библией и некоторые проблемы жанрово-стилевого развития его творчества // Проблемы метода и жанра. Томск, 1999. Вып. 20. С. 28-41.
- Томский университет к юбилею А. С. Пушкина: К 200-летию А. С. Пушкина // Alma Mater. Томск, 1999. 28 мая (№ 10). С. 7.
- Ред.: Новикова Е. Г. Софийность русской прозы второй половины XIX века. Томск, 1999. 253 с.
- Редкол. и комментарии: Жуковский В. А. Полное собрание сочинений и писем: В 20 т. М., 1999. Т. 1.
- В. А. Жуковский и Н. В. Гоголь (о соотношении религиозного и художественного сознания в русской литературе в 1840-е годы) // Литературоведение и журналистика: Межвузовский сборник научных трудов. Саратов, 2000. С. 15-31.
- Жуковский и Тютчев: «К русскому великану» и «Море и утес» // Сборник в честь 50-летия В. А. Кожина. Новгород, 2000.С. 76-79.
- «Ночной смотр» Цедлица в переводах Жуковского // Поэтика русской литература XIX века: Сб. в честь 70-летия Ю. В. Манна. М., 2000. С. 112—124.
- Нравственно-эстетические искания русского романтизма и религия // Вестник. Рос. гуманитарного науч. фонда. 2000. № 3. С. 114—120.
- О религиозной основе поздней романтической эстетики Жуковского («О поэте и современном его значении») // Мир романтизма. Тверь, 2000. С. 145—151.
- Общественно-литературная деятельность декабристов как фактор развития литературного сознания Сибири (М.Лунин) // Историко-литературный сборник памяти Ю. С. Постнова. Новосибирск, 2000. С. 68-89.
- Проблемы русской истории в исследования В. А. Жуковского // Источниковедение и краеведение в культуре России. М., 2000. С. 64-75.
- Путь В. А. Жуковского к переводу Евангелия // Православие и Россия: канун третьего тысячелетия: Материалы Духовно-исторических чтений. Томск, 2000. С. 76-79.
- Пушкин в литературной судьбе А. А. Бестужева-Марлинского // Актуальные проблемы изучения творчества А. С. Пушкина. Новосибирск, 2000. С. 99-109.
- Эстетическое эссе Давида Юма в восприятии В. А. Жуковского //Res traductorica: Перевод и сравнительное изучение литературы: К 80-летию Ю. Д. Левина. СПб., 2000. С. 102—108.
- Редкол. и комментарии: Жуковский В. А. Полное собрание сочинений и писем: В 20 т. М., 2000. Т. 2. 830 с.
- Нравственно-эстетические искания русского романтизма и религия (1820—1840-е годы). Новосибирск: Сибирский хронограф, 2001. 302, [2] с.
- Перевод Жуковским кантаты Рамлера «Смерть Иисуса» // Евангельский текст в русской литературе XVIII—XX веков. Петрозаводск, 2001. С. 171—179 (Совместно с Айзиковой И. А.).
- Трансформация сюжетного мотива возвращения жениха-мертвеца за своей невестой в балладах В. А. Жуковского // Интерпретация текста. Сюжет и мотив. Новосибирск, 2001. С. 77-89.
- Эстетика перевода В. А. Жуковского и проблема культурно-исторического фронтира // Европейские исследования в Сибири: Материалы Всероссийской научной конференции «Американский и сибирский фронтир», 6-8 февр. 2001 г. Томск, 2001. Вып. 3. С. 92-100.
- Жуковский и время: сб. ст. / Томский гос. ун-т; ред.: А. С. Янушкевич, И. А. Айзикова. Томск: Изд-во ТГУ, 2007. 359 с. (Русская классика. Исследования и материалы; Вып. 4)